# Giorgio Basta

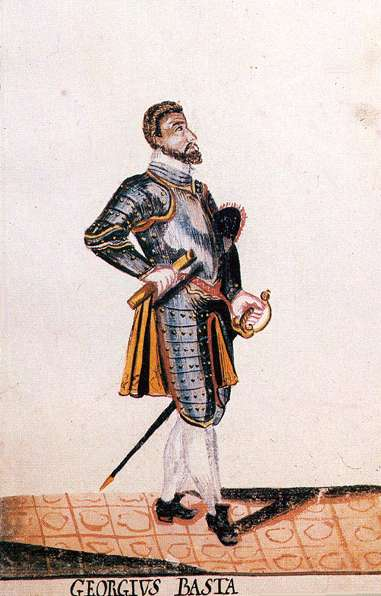
El general Giorgio Basta

Giorgio Basta (Roccaforzata, 1544 - Praga, 20 de novembre de 1607) fou un militar del Regne de Nàpols.
D'origen albanès, va servir com a General a les ordes de Felip II i com comandant les tropes del Sacre Imperi Romanogermànic en temps de l'emperador Rodolf II. Va néixer a Rocca, actualment Roccaforzata l'any 1544 a la Terra d'Otranto a Demetrio, al Regne de Nàpols, territori controlat en aquell moment pel Sacre Imperi Romanogermànic. Segons altres tradicions bibliogràfiques senyalen el seu naixement a Monteferrato a Rocca Tanaro o San Nicola dell'Alto.
Va servir de molt jove als exèrcits de Felip II, així com a les ordres d'Alexandre Farnese als Països Baixos espanyols. Posteriorment i per recomanació de Felip II va servir a les ordres de l'emperador romanogermànic Rodolf II a Hongria, comandant les tropes imperials al llarg de la Guerra Llarga (1591-1606) que va enfrontar al Sacre Imperi Romanogermànic a l'Imperi Otomà.
Així al llarg d'aquest conflicte i seguint les ordres que li arribaven de la cort imperial de Praga ajudà el voivoda de Valàquia Miquel el Valent a desplaçar Andreu Bathory del tro de Transsilvània. Després va fer fora el voivoda valac de Transsilvània (1600) com que Rodolf II temia que Miquel el Valent consolidés un poder massa fort a la regió, com que ja havia reeixit unificar sota el seu control els tres principats romanesos: Valàquia, Moldàvia i Transsilvània.
Davant de la poca capacitat mostrada per les tropes imperials per controlar la situació de Transsilvània, Rodolf II va decidir recórrer de nou a Miquel el Valent per reinstaurar el control dels imperials a la regió. Així l'agost de 1601, Giorgio Basta comandant les tropes imperials acompanyava Miquel el Valent per prendre el control de Transsilvània de nou, però pocs dies després rebia l'ordre de la cort de Praga d'assassinar el voivoda valac, cosa que va fer a Campia Turzii l'agost de 1601.
Amb l'assassinat del voivoda valac, Giorgio Basta passava a controlar Transsilvània, però no podia evitar que Esteve Bocskay fos nomenat per la Dieta de Cluj-Napoca (en hongarès Kolozsvár, en alemany Klausenburg) voivoda transsilvà, càrrec que cedia més tard a Segimon Bathory. Tot i això Giorgio Basta feia fora Segimon Bathory primer i Moisès Székely després del tro transsilvà, i així va obtenir el control absolut de Transsilvània fins a 1604, quan fou derrotat per Esteve Bocskay, i va ser expulsat de Transsilvània.
Giorgio Basta, que l'any 1602 havia set nomenat comte de Khust (avui a Ucraina, en hongarès Hustz), un cop perdut el control de Transsilvània a mans de Bocskay se'n va anar cap a Praga on va seguir a les ordres de Rodolf II. Va rebre els feus de Troppau i Greifenstein per a guanyar se la vida. Va aprofitar  també aquells temps per escriure manuals militars com Il maestro di campo generale) (‘El mestre d'un coronel general de camp’), publicada a Venècia l'any 1606 i ràpidament traduït al francès i l'alemany. Va seguir ll governo della cavalleria leggiera (‘El govern de la cavalleria lleugera’) publicat postumament a Venècia l'any 1612. Va morir a Praga el 20 de novembre de 1607 d'un accident vascular cerebral, després d'un rafredat i uns dies d'alta febre .
Tant la historiografia hongaresa com la romanesa presenten Giorgio Basta com un personatge sàdic, sense escrupols, deslleial, violent, un tirà que va sotmetre la població de Transsilvània a un règim de repressió continu, tant contra la població com contra els nobles locals. Va voler imposar-hi la llengua alemanya. Així mentre els primers l'identifiquen com una persona que mostrà en innombrables  ocasions el seu odi als magiars, els segons el mostren com l'assassí de Miquel el Valent, així va truncar la possibilitat que es creés un Principat Romanès unificat ja al segle xvii.
Tot i que aquestes afirmacions poden veure's influenciades per les visions nacionalistes que tenen tant els historiadors hongaresos i romanesos respecte a aquest període de la història de Transsilvània, és del tot cert que durant el temps que Giorgio Basta va controlar el Principat transsilvà, les seves tropes, formades majoritàriament per mercenaris valons i suïssos es van lluirar a una repressió constant contra qualsevol forma d'oposició a la dominació imperial de la regió, alhora eren incapaços de controlar les nombroses bandes de bandits i haiduks que atemorien contínuament a la població autòctona. Hi havia a Transsilvània una situació d'anarquia i terror perpetu, que segons alguns experts apunten, va provocar la pèrdua de la vida a més d'un terç de la població de l'època, incloent en aquest sentit la desaparició d'una bona part de la noblesa hongaresa transsilvana.